# Christopher McNaughton
Christopher McNaughton (11 de outubro de 1982) é um basquetebolista alemão.